# Webb Air Force Base

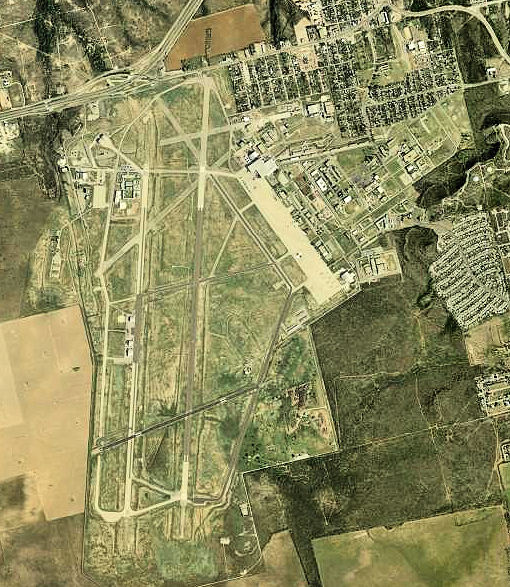
Webb Air Force Base.

La Webb Air Force Base, anciennement connue comme Big Spring Air Force Base, est une ancienne base aérienne de l'United States Air Force (USAF) située près de Big Spring, dans le comté de Howard, au Texas.
Elle a été active de 1942 à 1977.